# Mount Phelan
Mount Phelan är ett berg i Antarktis. Det ligger i Östantarktis. Nya Zeeland gör anspråk på området. Toppen på Mount Phelan är 2 014 meter över havet, eller 13 meter över den omgivande terrängen. Bredden vid basen är 0,22 km.
Terrängen runt Mount Phelan är platt åt nordost, men åt sydväst är den kuperad. Trakten är obefolkad. Det finns inga samhällen i närheten.